# Гнев (город)
Гнев (пол. Gniew), (кашуб. Gniéw), Меве (нем. Mewe) — город в Польше, входит в Поморское воеводство, Тчевский повят. Занимает площадь 6,23 км². Население — 6759 человек (на 2009 год).

## История

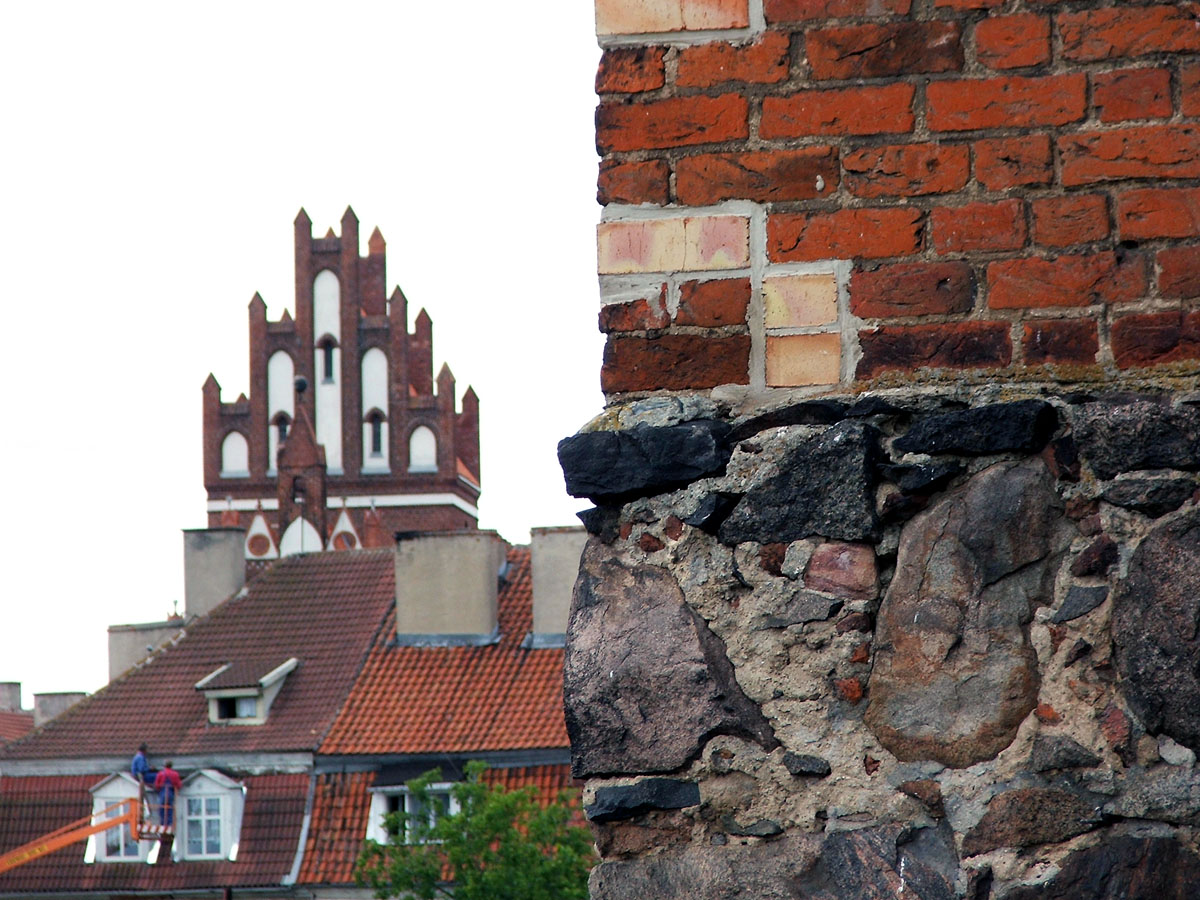
Гнев (город)

## Достопримечательности
- Замок Меве